# Paradiso (casa discografica)
La Paradiso è stata una casa discografica italiana, fondata nel 1979 e attiva negli anni ottanta.

## Storia
La Paradiso venne fondata da Giancarlo Lucariello come etichetta per pubblicare i dischi degli artisti da lui prodotti; la sede era a Milano.
Per la distribuzione si affidava alla CGD, casa discografica che, con il cessare delle attività della Paradiso, ne ha acquisito il catalogo.
Tra gli artisti che ha pubblicato i più noti sono Gianni Togni, Riccardo Fogli, Viola Valentino e Vincenzo Spampinato.

## Dischi
La datazione qui riportata si basa sull'etichetta del disco o sulla copertina; qualora nessuno di questi elementi abbia una datazione, è basata sulla numerazione del catalogo; talora è, infine, basata sul codice della matrice di stampa. Se esistenti, sono riportati, oltre all'anno, il mese e il giorno (quest'ultimo dato si trova, a volte, stampato sul vinile).

### 33 giri
| Numero di catalogo | Anno | Interprete                                     | Titoli                           |
| ------------------ | ---- | ---------------------------------------------- | -------------------------------- |
| PRD 20151          | 1979 | Riccardo Fogli                                 | Che ne sai                       |
| PRD 20226          | 1980 | Viola Valentino                                | Cinema                           |
| PRD 20229          | 1980 | Riccardo Fogli                                 | Alla fine di un lavoro           |
| PRD 20241          | 1981 | Gianni Togni                                   | Le mie strade                    |
| PRD 20265          | 1981 | Riccardo Fogli                                 | Campione                         |
| PRD 20266          | 1981 | Alice, Fabrizio, Fogli, Pooh, Togni, Valentino | 10 anni di produzione Lucariello |
| PRD 20288          | 1982 | Viola Valentino                                | In primo piano                   |
| PRD 20294          | 1982 | Riccardo Fogli                                 | Collezione                       |
| PRD 20307          | 1982 | Gianni Togni                                   | Bollettino dei naviganti         |
| PRD 20317          | 1982 | Riccardo Fogli                                 | Compagnia                        |
| PRD 20352          | 1983 | Gianni Togni                                   | Gianni Togni                     |
| PRD 20410          | 1984 | Pietro Pan                                     | Rime tempestose                  |
| PRD 20411          | 1984 | Riccardo Fogli                                 | Torna a sorridere                |
| PRD 20456          | 1985 | Riccardo Fogli                                 | 1985                             |
| PRD 20681          | 1987 | Riccardo Fogli                                 | Le infinite vie del cuore        |

### 45 giri
| Numero di catalogo | Anno | Interprete      | Titoli                                     |
| ------------------ | ---- | --------------- | ------------------------------------------ |
| PRD 10157          | 1979 | Viola Valentino | Comprami/California                        |
| PRD 10158          | 1979 | Riccardo Fogli  | Che ne sai/Come una volta                  |
| PRD 10212          | 1980 | Gianni Togni    | Luna/Chissà se mi ritroverai               |
| PRD 10231          | 1980 | Viola Valentino | Sei una bomba/Sono così                    |
| PRD 10259          | 1980 | Riccardo Fogli  | Scene da un amore/Angelina                 |
| PRD 10280          | 1980 | Viola Valentino | Anche noi facciamo pace/Si mi va           |
| PRD 10281          | 1980 | Riccardo Fogli  | Ti amo però/È l'amore                      |
| PRD 10304          | 1981 | Viola Valentino | Sera coi fiocchi/Come un cavallo pazzo     |
| PRD 10308          | 1981 | Gianni Togni    | Semplice/Ma perdio                         |
| PRD 10332          | 1981 | Riccardo Fogli  | Malinconia/La strada                       |
| PRD 10343          | 1981 | Viola Valentino | Giorno popolare/Prendiamo i pattini        |
| PRD 10366          | 1982 | Viola Valentino | Romantici/Rido                             |
| PRD 10375          | 1982 | Riccardo Fogli  | Storie di tutti i giorni/L'amore che verrà |
| PRD 10394          | 1982 | Gianni Togni    | Vivi/Quella volta che ho bevuto troppo     |
| PRD 10412          | 1982 | Viola Valentino | Sola/Amiche                                |
| PRD 10413          | 1982 | Riccardo Fogli  | Compagnia/Piccoli tradimenti               |
| PRD 10454          | 1983 | Viola Valentino | Arriva arriva/Balere                       |
| PRD 10470          | 1983 | Riccardo Fogli  | Per Lucia/Altri tempi                      |
| PRD 10545          | 1984 | Pietro Pan      | Il volo del cigno/Apri gli occhi Valentina |
| PRD 10546          | 1984 | Riccardo Fogli  | Torna a sorridere/Diapositive              |
| PRD 10554          | 1984 | Viola Valentino | Verso sud/Traditi                          |
| PRD 10588          | 1984 | Gianni Togni    | Giulia/Ti voglio dire                      |
| PRD 10596          | 1985 | Riccardo Fogli  | Sulla buona strada/Greta                   |
| PRD 10609          | 1985 | Riccardo Fogli  | Dio come vorrei/Buone vibrazioni           |
| PRD 10636          | 1985 | Riccardo Fogli  | Voglio sognare/Tempi andati                |
| PRD 10679          | 1986 | Viola Valentino | Il posto della luna/La verità              |
| PRD 10738          | 1987 | Viola Valentino | Devi ritornare/Dentro una notte di festa   |